# Прасутаг
Прасутаг (бритт. Властелин рода, ум. ок. 60 г. н. э.) — тигерн кельтского племени иценов, сначала противник, а затем союзник римлян. Был женат на Боудикке, имел двух дочерей.
О жизни и деятельности Прасутага до римского вторжения в Британию в 43 году ничего не известно. Он возглавлял племя иценов, обитавшее к северу от Камулодуна. Сначала ицены во главе с Прасутагом сопротивлялись римлянам. Однако в 47 году он был разбит, вместе с десятью тигернами других племён признал верховную власть римского императора и оказал значительную помощь римской администрации по укреплению её положения в Британии. За это Прасутаг сохранил свою власть, а кельты-ицены — автономию, однако ему была поручена охрана близлежащих водных путей.
В дальнейшем Прасутаг спокойно правил иценами, не имея врагов среди других племён британских кельтов и не враждуя с римлянами. Перед смертью, ожидая последующей борьбы за власть и заботясь о своём роде, Прасутаг объявил наследниками своих дочерей и римского императора Нерона. После смерти Прасутага такое его решение вызвало серьёзный конфликт и в конце концов привело к крупному восстанию кельтов в Британии.